# Fernando Pérez (développeur)
Pour les articles homonymes, voir Fernando Pérez et Pérez.
Fernando Pérez, né à Medellín en 1972, est un  physicien, développeur logiciel et un défenseur du logiciel libre colombien.
Il est surtout connu pour l'environnement de programmation IPython,,,,,, pour lequel il a reçu le Free Software Award 2012 et pour le Projet Jupyter pour lequel il a reçu le ACM Software System Award 2017,,. Il est membre de la Python Software Foundation, et membre fondateur de NumFOCUS,.

## Biographie
Fernando Pérez est né à Medellín, en Colombie, et détient un baccalauréat (BSc) en physique de l'Université d'Antioquia et un doctorat en physique des particules de l'Université du Colorado à Boulder, où il a travaillé sur des simulations numériques en Chromodynamique quantique sur réseau. Il a déménagé en Californie en 2008. Il a été chercheur au Laboratoire national Lawrence-Berkeley et au Berkeley Institute for Data Science. Il travaille actuellement en tant que professeur associé au département de statistique de l'UC Berkeley.
Pérez a commencé à travailler sur IPython en 2001 et est cofondateur de Jupyter en 2014.